# Бранч, Ася
Ася (Эйжа) Даниэль Бранч (англ. Asya Danielle Branch; род. 5 мая 1998, Детройт, Мичиган) — американская журналистка, фотомодель, победительница конкурса красоты штата «Мисс Миссисипи США» и национального конкурса «Мисс США 2020», затем А. Д. Бранч представляла Соединённые штаты Америки на международном конкурсе «Мисс Вселенная 2020», где она стала 21-й из 74-х самых красивых женщин планеты.

## Биография
Ася Бранч родилась 5 мая 1998 года в городе Детройте в американском штата Мичиган, в семье афроамериканцев. Она была шестым ребёнком в семье из восьми братьев и сестёр. Девочка выросла в Бунвилле, штат Миссисипи, где она училась в местной средней школе.
После окончания школы Бранч переехала в Оксфорд, штат Миссисипи, чтобы поступить в Университет Миссисипи. Она окончила Школу журналистики и новых медиа со степенью в области интегрированных маркетинговых коммуникаций с упором на связи с общественностью и несовершеннолетними в области общего бизнеса.

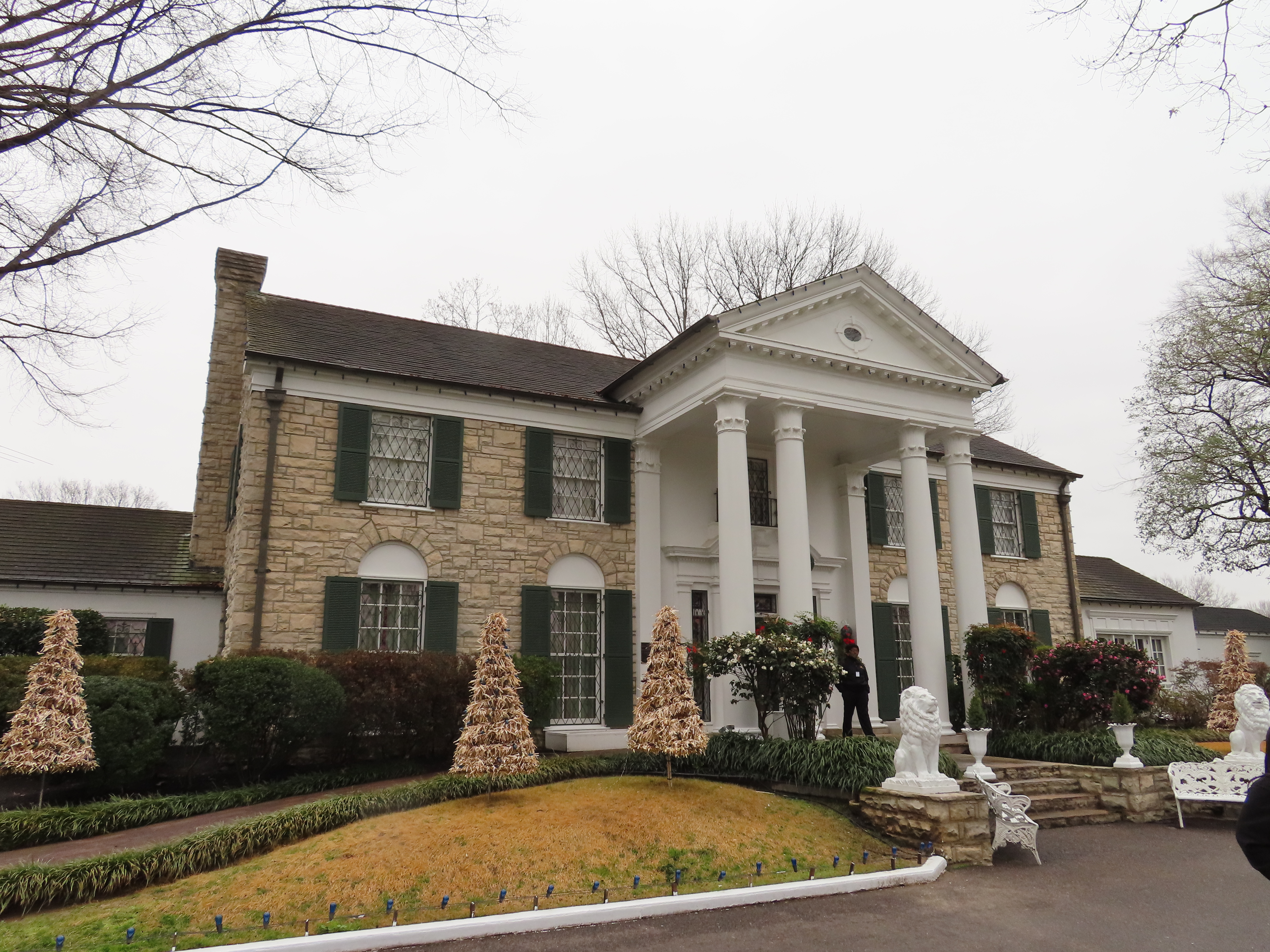
Грейсленд

Без отрыва от учёбы Бранч сумела победить на конкурсах красоты «Мисс Миссисипи США», став первой афроамериканкой, получившей этот титул, и «Мисс США 2020». Первоначально запланированный на весну 2020 года, конкурс «Мисс США» был отложен из-за пандемии COVID-19 в США и состоялся лишь 9 ноября 2020 года в Грейсленде в поместье колониальном стиле в Мемфисе в штате Теннесси, известным, главным образом, как дом культового американского певца и актёра — Элвиса Пресли. Бранч стала первой женщиной из Миссисипи, получившей корону «Мисс США»; её короновала уходящая обладательница титула Чесли Коррин Крист из Мичигана.
Один из её родителей сидел в тюрьме и, видимо основываясь на рассказах о тюремном быте, активно выступает за тюремную реформу в Соединённых Штатах. В 2018 году, когда она была «Мисс Миссисипи», она участвовала в круглом столе по реформе уголовного правосудия в Белом доме с Дональдом Трампом и Джаредом Кушнером. В том же году она также исполнила национальный гимн США на митинге в поддержку Трампа.
В мае 2021 года Бранч представляла США на конкурсе «Мисс Вселенная 2020», который проходил в отеле и казино «Seminole Hard Rock» в Голливуде, Флорида, где она стала 21-й из 74-х самых красивых женщин «Вселенной».
29 ноября 2021 года Ася Даниэль Бранч окончила свое правление и короновала свою преемницу Эль Смит из Кентукки в театре «Paradise Cove» на курорте River Spirit Casino Resort в Талсе.